# Иванова, Степанида Ивановна
Степанида Ивановна (Степановна) Иванова (1927—1981) — удмуртская поэтесса.

## Биография
Степанида Иванова родилась 29 августа 1927 года в деревне Средняя Тыжма ныне Кизнерского района Удмуртии. Была старшей из семерых детей в семье. В школе отучилась лишь пять классов — с началом Великой Отечественной войны ушла работать в колхоз.
После смерти матери в поисках лучшей доли отправилась в Первоуральск Свердловской области, где работала на стройке. Позднее жила и трудилась в Ижевске: на металлургическом заводе, в типографии, стрелочницей на железнодорожной станции Ижевск, уборщицей в общежитии механического института.
Вышла замуж за человека с непростой биографией; подвергалась насилию со стороны уходившего в запой супруга, как следствие — также пристрастилась к алкоголю. После смерти мужа осталась без жилья — скиталась по квартирам и местам случайно найденных подработок. Летом 1981 года была найденной повешенной в ведомственной комнате в общежитии механического института, где подрабатывала уборщицей.

## Творчество
Увлечение Степаниды Ивановой поэзией началось в детстве: вместе с братом Мишей, который играл на гармошке, и сестрой Матильдой они часто сочиняли и пели частушки. Публикация первых стихов Степаниды состоялась в газете «Советской Удмуртия», когда ей было 17 лет: свой цикл она назвала «Комсомол сярысь частушкаос» (в переводе с удм. — «Частушки о комсомоле»).
В 1961 году в издательстве «Удмуртия» был выпущен первый (и единственный) сборник Степаниды Ивановой «Жингыртӥсь возь вылъёсысь» (с удм. — «Звенящие луга»), включивший в себя 26 стихотворений поэтессы.
Некоторые из стихов Ивановой — «Ой, эсьмаса», «Сьӧрлось туган» (с удм. — «Любимый издалека»), «Вож тылъёс» (с удм. — «Зелёные огни») и другие — были положены на музыку и стали популярными в народе песнями.